# Большое Пызаково
Большое Пызаково (мар. Кугу Пызак) — деревня в Новоторъяльском районе Республики Марий Эл. Входит в состав Чуксолинского сельского поселения.

## География
Находится в северо-восточной части республики Марий Эл на расстоянии приблизительно 1 км по прямой на северо-восток от районного центра посёлка Новый Торъял.

## История
В 1830 году в селении насчитывалось 7 дворов. В 1884 году в деревне Пызаково в 27 дворах проживали 153 черемисов. К 1972 году в селении насчитывалось 30 хозяйств, 133 человека, в 1988 году — 101 житель, 29 домов. В 1992 году в деревне числились 32 хозяйства, 102 человека, к 2002 году оставались те же 32 двора. В советское время работали колхозы «Экер» и «Тушнур».

## Население
Население составляло 83 человека (мари 96 %) в 2002 году, 62 в 2010.

## Известные уроженцы
- Матвеев Василий Васильевич (1911—1997) — советский партийный и государственный деятель.
- Матвеев Иван Сергеевич (1925—1994) — советский марийский театральный актёр, заслуженный артист РСФСР, народный артист Марийской АССР.